# Mouriri crassisepala
Mouriri crassisepala är en tvåhjärtbladig växtart som beskrevs av Thomas Morley. Mouriri crassisepala ingår i släktet Mouriri och familjen Melastomataceae.
Artens utbredningsområde är Dominikanska republiken. Inga underarter finns listade i Catalogue of Life.